# برينت ماسون
برينت ماسون (بالإنجليزية: Brent Mason)‏ هو كاتب أغاني أمريكي، ولد في 13 يوليو 1959 في فان ويرت في الولايات المتحدة.

## وصلات خارجية
- برينت ماسون على موقع IMDb (الإنجليزية)
- برينت ماسون على موقع ميوزك برينز (الإنجليزية)
- برينت ماسون على موقع ديسكوغز (الإنجليزية)